# Un beau matin (film, 2005)
Pour les articles homonymes, voir Un beau matin.
Pour plus de détails, voir Fiche technique et Distribution.
Un beau matin est un film musical français réalisé par David et Charlotte Lowe, sorti au cinéma le 9 novembre 2005.

## Synopsis
Le film est centré autour d'un jeune garçon qui découvre trois morceaux du compositeur russe Sergueï Prokofiev : Pierre et le Loup puis Roméo et Juliette et enfin Le Bûcher d'hiver, le tout raconté par un étrange narrateur.

## Fiche technique[1]
| - Titre original : Un beau matin - Réalisateurs :David et Charlotte Lowe - Scénario : David et Charlotte Lowe, - Photographie :David et Charlotte Lowe, Daniel Bach - Compositeur de la musique originale : Sergueï Prokofiev - Montage : David Lowe, Julie Martinovic - Décors : David et Charlotte Lowe, - Son : Dominique Castinel, François Théry, David Lowe, Loïc Pommiès - Année de production : 2004 - Date de sortie en France : 9 novembre 2005 - Sociétés de production : Lowe Productions, Pretty Pictures - Sociétés de distribution : Pretty Pictures - Pays d’origine : France - Format : couleur / 1,66:1 / 35 mm / Dolby SRD - Durée : 70 minutes |

## Distribution[3]
- David Lowe : le conteur, le loup, le grand-père, le vieil homme, la nourrice
- Wilfred George Lowe : Pierre, un chasseur, un pionnier
- Nadège Morel : l'oiseau, un chasseur, un pionnier
- Xavier Morel : le canard, un chasseur, un pionnier
- Adèle Stimaridis : le chat
- Sophie Zajaczkowski : Marie
- Amos Alexander Lowe : le cow-boy, le bourdon
- Clément Stimaridis : Mercutio
- Amélie Pinton : Juliette
- Jean-Charles Morel : un chasseur, un pionnier
- Samuel Goujon : un chasseur, un pionnier
- Étienne Zajaczkowski : un chasseur un pionnier
- Timothée Zajaczkowski : un chasseur, un pionnier
- Florian Béric : un chasseur, un pionnier

## Critiques
Un beau matin est très diversement accueilli par les critiques. Toutefois plusieurs d'entre eux mettent en avant le fait qu'il ne semble pas destiné à un large public et insistent sur son aspect amateur. Ainsi, Première le qualifie de « home-movie » et écrit que ce film « bricolé en famille » se regarde « comme la vidéo des dernières vacances à la mer »,. Studio magazine se demande quant à lui « s'il aurait dû sortir du cercle privé » et dénonce  « la piètre qualité de ses images »,. Toutefois, les avis restent variés et divergents puisqu'au contraire le site Critikat.com met en exergue le fait que « les images sont ravissantes ». De même, si Télérama écrit d'abord qu'Un beau matin est « nul et laid, d'un kitsch intense, d'un amateurisme confondant », le magazine note une amélioration tout au long du film puisqu'il reconnaît que la partie concernant Roméo et Juliette est « plutôt séduisante » et trouve dans Le Bûcher d'hiver un film « inventif, drôle, émouvant, tout empli d'astuces rigolotes et d'inventions poétiques ». De même, le site Internet Critikat.com décrit le film comme « drôlement séduisant »,« fantaisiste » et « d'une fraîcheur ravageuse », le considérant finalement comme « une petite révolution ».

## Distinctions
En 2005, Un beau matin est présenté au festival international du film de La Rochelle et au festival Paris Cinéma où il reçoit le prix du public Ciné Mômes,.